# 10761 Lyubimets
10761 Lyubimets (1990 TB4) là một tiểu hành tinh vành đai chính được phát hiện ngày 12 tháng 10 năm 1990 bởi L. D. Schmadel và F. Borngen ở Tautenburg.